# Periclimenes tenuirostris
Periclimenes tenuirostris är en kräftdjursart som beskrevs av Bruce 1991. Periclimenes tenuirostris ingår i släktet Periclimenes och familjen Palaemonidae. Inga underarter finns listade i Catalogue of Life.